# Bombenabwürfe auf Stockholm und Strängnäs 1944

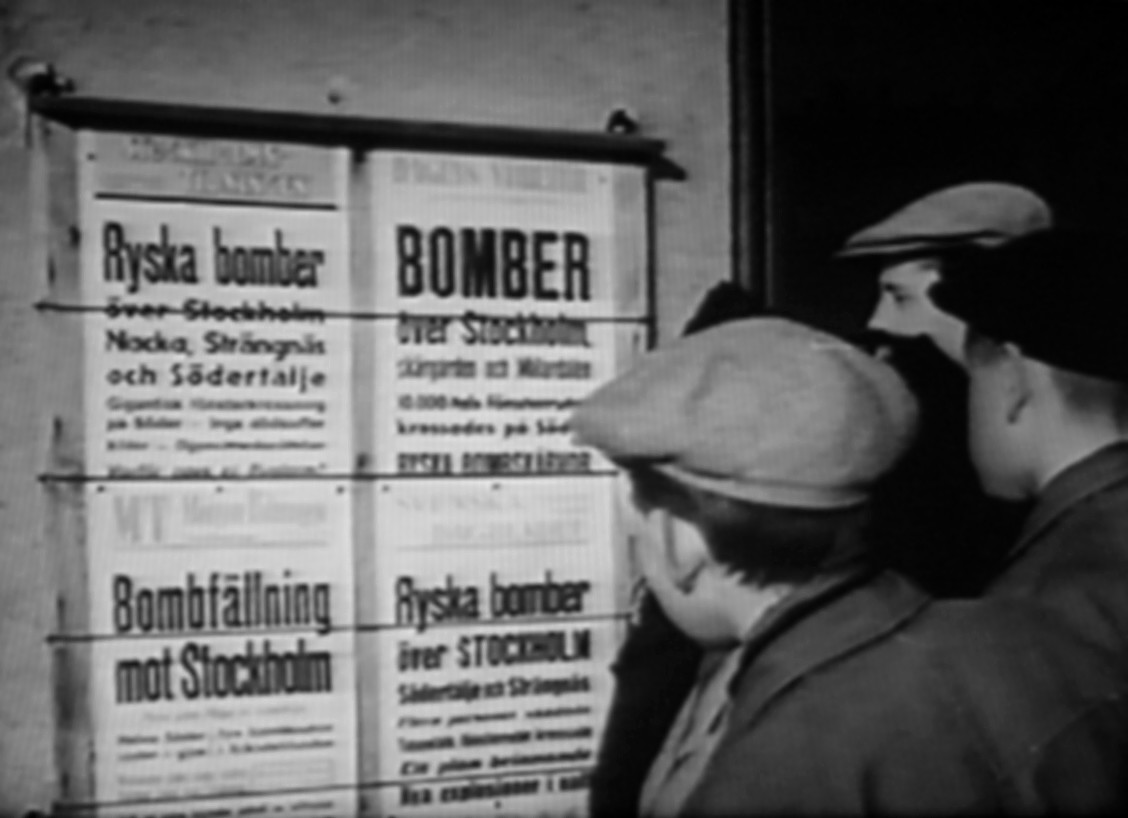
Schlagzeilen schwedischer Zeitungen an den Tagen nach dem Ereignis

Die Bombenabwürfe auf Stockholm und Strängnäs 1944 waren militärische Zwischenfälle, deren Grund oder Motiv nicht aufgeklärt werden konnte.

## Verlauf
Am Abend des 22. Februar 1944 flogen Flugzeuge über dem Stockholmer Schärengarten (z. B. über Furusund), den südlichen Vororten von Stockholm, über Södertälje und Strängnäs und warfen etwa 30 Bomben ab. Aufgrund von kyrillischen Schriftzeichen auf Bombensplittern wird die Sowjetunion als Herkunftsort der Flugzeuge in den nachfolgenden schwedischen Berichten und Zeitungen genannt. In Stockholm trafen die Bomben ein gerade errichtetes Freilufttheater im Süden der Insel Södermalm. Dabei wurden eine Frau und ein Mann durch Granatsplitter und die Druckwelle verletzt. Zwei weitere Verletzte gab es außerhalb Stockholms. Bei Strängnäs zerstörten die Bomben Häuserwände und Möbel.
Einen Tag später wurde eine dichte fremde Flugformation weiter nördlich bei Umeå gesichtet.
Sowjetische Beamte, denen kurze Zeit später in der schwedischen Botschaft in Moskau ein Protestschreiben überreicht wurde, wiesen die Vorwürfe zurück.

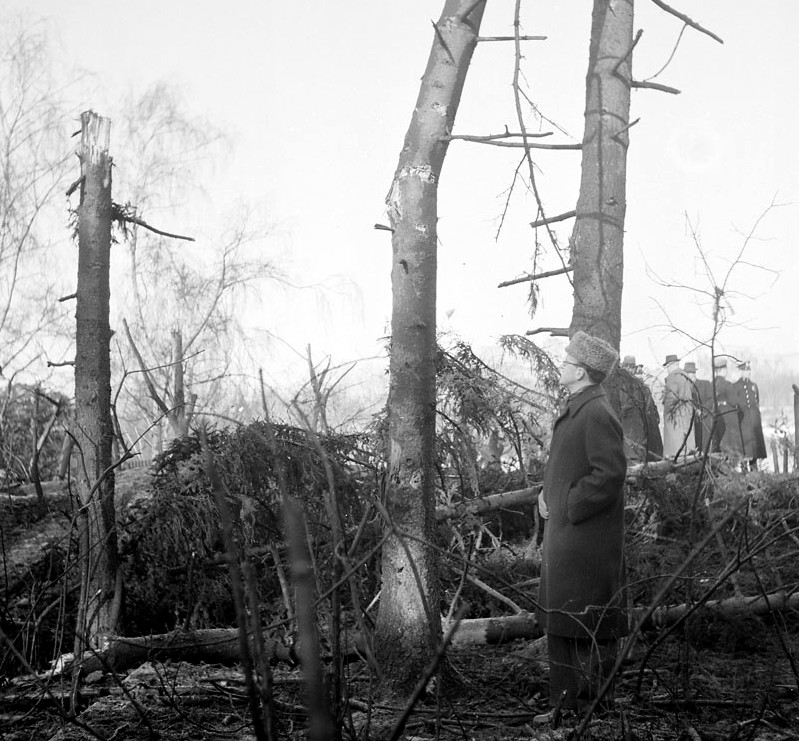
Zerstörte Bäume auf Södermalm
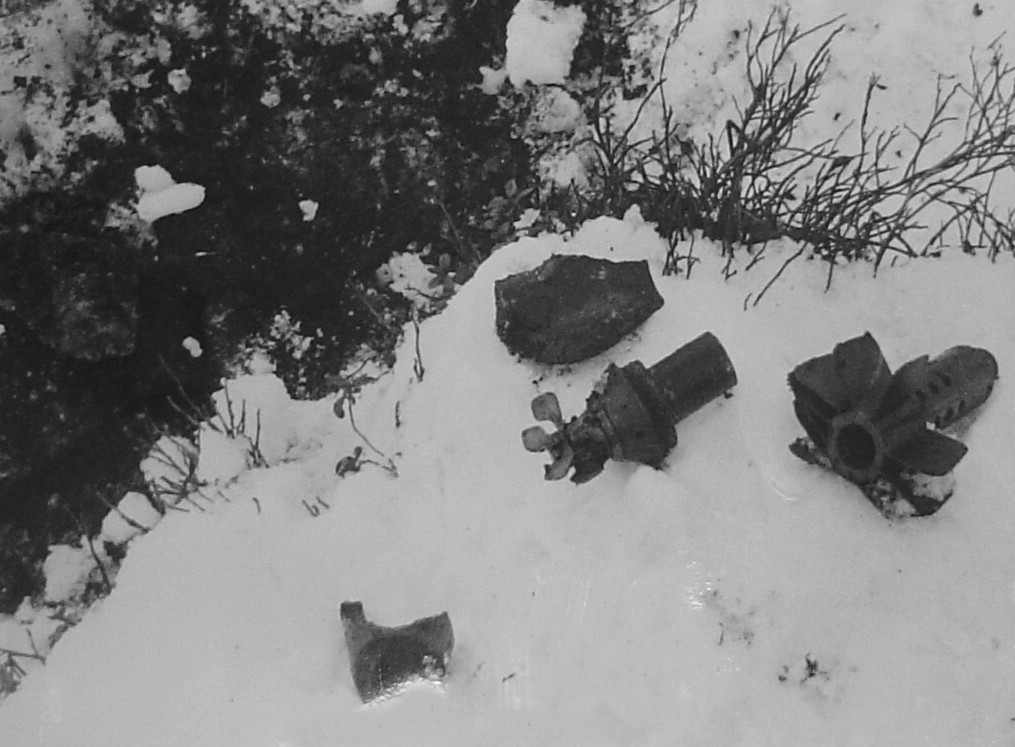
Bombensplitter südöstlich von Stockholm bei Nacka
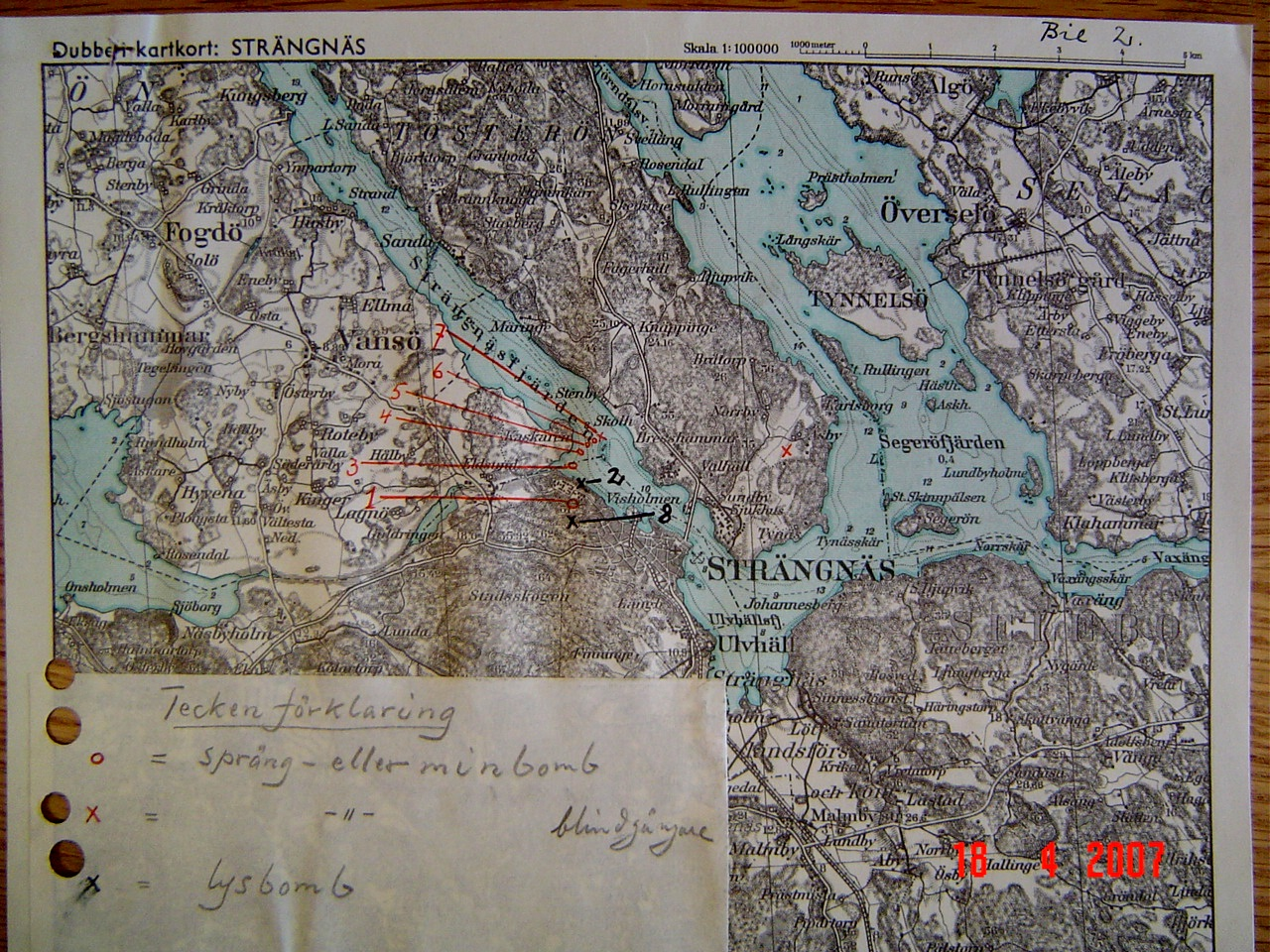
Karte über die Bombeneinschläge bei Strängnäs

## Vermutete Ursachen
Die schwedische Seite entwickelte drei Theorien. Einerseits könnten die Flugzeuge, die vermutlich Finnland und Åland angreifen sollten, falsch navigiert haben. Andere Journalisten halten das Geschehen für eine Warnung, dass sich Schweden zum Ende des Zweiten Weltkrieges nicht die falschen Verbündeten sucht. Drittens war in Stockholm gerade ein sowjetischer Bürger arrestiert, der als Spion angeklagt war. Ob seine Freilassung kurze Zeit später mit Bombenabwürfen in Verbindung steht, ist nicht bekannt.
Der Bericht eines finnischen Funkaufklärers, der die Kontakte sowjetischer Flugzeuge am genannten Tag verfolgte, stützt die erste Theorie. Er gab an, dass am frühen Abend zwei Aufklärungsflugzeuge Richtung Turku unterwegs waren. Von der nachfolgenden Fliegerstaffel nahmen nur wenige Flugzeuge diesen Weg. Die anderen flogen weit verstreut, obwohl die Wetterverhältnisse nicht sonderlich schlecht waren.

## Ähnliche Vorfälle
Schon 1940 wurden Häuser im Dorf Pajala in Norrbotten versehentlich durch sowjetische Bomben zerstört. Dieses Missgeschick wurde von der sowjetischen Regierung bestätigt, die den Geschädigten zusammen 40.000 Schwedische Kronen zahlte. Ein über Dänemark beschädigtes britisches Flugzeug verlor 1943 bei Lund eine Bombe.